# (27963) Hartkopf
(27963) Hartkopf est un astéroïde de la ceinture principale.

## Description
(27963) Hartkopf est un astéroïde de la ceinture principale. Il fut découvert le 25 septembre 1997 à Ondřejov par Petr Pravec et Marek Wolf. Il présente une orbite caractérisée par un demi-grand axe de 2,87 UA, une excentricité de 0,07 et une inclinaison de 1,2° par rapport à l'écliptique.